# درة تشاه بيدك (كوهمرة خامي)
درة تشاه بيدك (بالفارسية: دره چاه بیدک) هي قرية تقع في إيران في قسم كوهمرة خامي الريفي.